# Harrie Smeets
Pour les articles homonymes, voir Smeets.
Hendrikus Smeets, dit Harrie Smeets, né le 22 octobre 1960 à Heerlen et mort le 20 décembre 2023 à Ruremonde, est un prélat catholique néerlandais. Il est évêque de Ruremonde de 2018 à 2023.

## Biographie
Hendrikus Smeets passe sa jeunesse à Born, étudie à Sittard au Serviamcollege. Il obtient en 1985 un master en littérature de l'université d'Utrecht, puis il étudie la philosophie et la théologie au séminaire du diocèse de  Ruremonde qui se trouvait à l'abbaye de Rolduc. Il est ordonné prêtre le 13 juin 1992 pour le diocèse de Ruremonde.
Il est ensuite vicaire à Weert, à Thorn, puis curé à Maastricht. En 2003, il est nommé curé-doyen de Venray. Il est nommé en plus chanoine du chapitre de la cathédrale en 2015 et membre de la commission diocésaine chargée des engagements spirituels. Il s'occupe aussi de l'organisation de pèlerinages.
Le 10 octobre 2018, le pape François le nomme évêque de Ruremonde, succédant à Frans Wiertz. Sa consécration épiscopale a lieu le 8 décembre 2018, fête de l'Immaculée Conception, en la cathédrale Saint-Christophe de Ruremonde.
À l'été 2021, Harrie Smeets est diagnostiqué d'une tumeur au cerveau. Il apparaît au début de l'année 2023 que la poursuite de son traitement n’est plus possible. Alors que son état s'aggrave, Harrie Smeets déclare en juillet 2023 son siège épiscopal « empêché » et nomme un administrateur intérimaire pour gouverner le diocèse. En concertation avec le nonce apostolique aux Pays-Bas, Paul Tschang In-Nam, il donne finalement sa démission au pape, que celui-ci accepte le 10 août 2023. Il meurt quatre mois plus tard, le 20 décembre 2023, à l'âge de 63 ans.